# ラスト コンサート (アン・ルイスの曲)
「ラスト コンサート」は、日本の歌手アン・ルイスの12枚目のシングル。1976年11月25日にビクターレコードから発売された。規格品番はSV-6001。

## 概要
A面曲は、1976年12月に公開された日本ヘラルド配給のイタリア映画『ラストコンサート』の主題歌として使用された。

## 収録曲
1. ラスト コンサート（3分10秒）
作詩: なかにし礼 / 作曲: S. Ciprian / 編曲: 川口真 / 演奏: ビクター・オーケストラ
2. 恋のラスト・シーン（3分18秒）
作詩: なかにし礼 / 作曲: R. Greenaway, G. Stephens / 編曲: 川口真 / 演奏: ビクター・オーケストラ